# Chebek
A chebek a dromonból kifejlődött hadivitorlás. Három árbócán élénk színű arab vagy latin vitorlát hordozott, s hosszú orrárbócán orrvitorla lengett. Kezdetben még 30-40 segédevezőt is alkalmaztak rajta, de ezeket csak a szélcsend idejére használták.
A dromonhoz hasonlóan aránylag magas oldalfalakkal és kis merüléssel készült, annak ellenére, hogy 14-22 kisebb ágyúval látták el. Előnyös tulajdonságait sekélyebb vizekben és a folyótorkolatokban használhatták ki. Gyakran alkalmazták a kalózok is partközeli portyázásra. A chebek törzse az arab dhow (dau)-féle hajók testéhez hasonlított, úgyszintén az orr-része is, bár az orrárbóc bevezetésével az európai hatás is érvényesült. A chebeken lévő orrárbóc viszont nem lékelésre szolgált, csupán orrárbóc volt. Hatásosabb fegyvere volt, az ágyúi. A tatfelépítmény hátul erősen kinyúlt a törzs mögé, hasonlóan, mint a kínai dzsunkán vagy az arab ghaniján, és csapott végződésű volt.
A hadihajó chebek a 14. századra eltűnt, helyette a kereskedelmi változat élt tovább, majd a 18. században megjelent a chebek-fregatt keverék a polacca-chebek, ez szintén hadihajó volt.